# Țengheler
Țengheler (węg. Csengellér) – wieś w Rumunii, w okręgu Harghita, w gminie Ditrău. W 2011 roku pozostawała niezamieszkana.